# Molophilus pullatus
Molophilus pullatus là một loài ruồi trong họ Limoniidae. Chúng phân bố ở miền Australasia.